# Lars-Gunnar Carlstrand
Lars-Gunnar Carlstrand (29 agosto 1973) è un ex calciatore svedese, di ruolo attaccante.

## Biografia
Suo figlio Linus è a sua volta un calciatore professionista.

## Carriera

### Club
Carlstrand cominciò la carriera con la maglia del Västra Frölunda, per poi passare agli inglesi del Leicester City. Non scese mai in campo con questa maglia e, nel 1998, passò ai norvegesi dello Strømsgodset. Esordì nell'Eliteserien il 13 aprile dello stesso anno, nella sconfitta per 0-2 contro il Rosenborg. Il 7 maggio realizzò l'unica rete, nella partita persa per 2-3 contro il Lillestrøm. Ritornò poi in Svezia, per giocare nell'Elfsborg e nel Västra Frölunda poi. Chiuse la carriera al GAIS.